# منتصف الليل في بيرا بالاس
منتصف الليل في بيرا بالاس هو مسلسل دراما تاريخي تركي من بطولة هازل كايا، تانسو بيسير، صلاح الدين باسالي وإنجين هيبيليري. عرض المسلسل على منصة نتفليكس في 3 مارس 2022.